# Млакич, Степан
Степан Мла́кич (хорв. Stjepan Mlakić; 1884, Фойница, Австро-Венгрия (ныне — Босния и Герцоговина) — 21 октября 1950, Джуба, Судан (сегодня — Южный Судан)) — член монашеского ордена комбинианцев, католический священник и миссионер, работавший среди африканских племён в Южном Судане, африканист, ординарий апостольского викариата Хартума, апостольской префектуры Бахр-эль-Джебеля.

## Биография
Степан Млакич родился в 1884 году в Фойнице в семье боснийских хорватов. В 1903 году окончил среднюю школу в Травнике, которой руководили иезуиты. Поступив в монашеский орден комбинианцев, с 1915—1919 гг. получал высшее образование в Вероне и Риме. В 1920 году отправился в Судан для миссионерской деятельности. В 1922 году Святой Престол назначил его ординарием апостольского викариата Хартума. В 1933 году отправился заниматься миссионерской деятельностью среди африканских племён в Южном Судане. Изучал язык народа нуэр из группы нилотских языков.
С 21-го октября 1938 года до самой своей смерти в 1950 году исполнял обязанности ординария апостольской префектуры Бахр-эль-Джебеля.
Степан Млакич подарил Загребскому этнографическому музею коллекцию артефактов африканской культуры.